# Manuel Camo
Manuel Camo Nogués (Huesca, 20 de mayo de 1841-Huesca, 26 de diciembre de 1911) fue un periodista y político español, alcalde de su ciudad natal y varias veces diputado por distritos de la provincia de Huesca, en la que fue un ejemplo del caciquismo del periodo de la Restauración.

## Biografía
Nacido en Huesca el 20 de mayo de de 1841, colaboró hacia 1867-1869 en El Alto Aragón y en 1872 fundó el periódico La Sinceridad, para más tarde hacer lo propio con La Montaña Aragonesa y en 1875 con El Diario de Huesca, que dirigió hasta su muerte. En este periódico colaboró con Joaquín Costa, con quien en los inicios del diario tuvo una relación de «afecto» que se transformaría en frialdad y «clara oposición» a finales de siglo, habiendo llegado a ser descrito Costa como «enemigo declarado» de Camo. Fue alcalde de su ciudad natal entre el 1 de febrero y el 14 de octubre de 1872 u octubre de 1873.
Perteneció al Partido Republicano Posibilista de Emilio Castelar y más tarde al Partido Liberal de Práxedes Mateo Sagasta. En su carrera contó con la oposición de la Coalición Administrativa Oscense. Considerado «el cacique de Huesca», obtuvo escaño de diputado a Cortes por los distritos oscenses de Fraga, en las elecciones de 1893, 1896 y 1898; y de Huesca, en las elecciones de 1899, 1901, 1903 y 1905. Falleció el 26 de diciembre de 1911, en Huesca. Tras su muerte se erigió un monumento en su memoria, a cargo de los escultores Julio Antonio y Sebastián Miranda, que fue seriamente dañado tras la instauración de la Segunda República y del que sólo se conserva un busto. Camo apareció retratado en la novela de Pascual Queral titulada La ley del embudo (1897), en un personaje llamado «Gustito», así como también aparece referido en Luces de Bohemia, de Valle Inclán. Fue senador vitalicio de 1907 a 1911.